# Tim Schulz (Footballspieler)
Tim Schulz (geb. 15. Juni 1998 in Aschaffenburg) ist ein deutscher American-Football-Spieler auf der Position des Runningbacks. Er wurde 2021 deutscher Meister mit den Dresden Monarchs. In der Saison 2025 spielt er für die Carlstad Crusaders in der schwedischen Superserien.

## Karriere
Tim Schulz wurde geboren als Sohn von Hans-Peter Schulz, der mit den Aschaffenburg Stallions 1999 und 2000 in der German Football League (GFL) spielte. Tim Schulz begann seine Football-Karriere ebenfalls bei den Stallions, welche zu dieser Zeit in der Landesliga Bayern spielten. Zur schließlich ausgefallenen Saison 2020 verpflichtete er sich bei den Darmstadt Diamonds. In der Saison 2021 wechselte er zu den Dresden Monarchs in die GFL. Mit dem Monarchs gewann er den German Bowl XLII.
Mit seinem Teamkollegen Robin Wilzeck wechselte Schulz nach dem German Bowl zu Berlin Thunder in der European League of Football (ELF). Er verletzte sich kurz vor der Saison 2022, kehrte aber bereits zum zweiten Spieltag in die Mannschaft zurück. In der Saison 2023 war er Stammspieler der Thunder. Das Team qualifizierte sich in der Saison für die ELF-Playoffs, unterlag dort aber Frankfurt Galaxy. Insgesamt absolvierte Schulz von 2022 bis 2024 30 Spiele, davon 12 in der Startmannschaft. Er lief insgesamt für 544 Yards und erzielte vier Touchdowns.
Zur Saison 2025 wechselt Schulz in die schwedische Superserien zum amtierenden Meister Carlstad Crusaders.

## Statistiken
| Jahr                           | Team           | Spiele | Rushing | Rushing | Rushing | Rushing | Rushing |
| Jahr                           | Team           | Spiele | Att     | Yds     | Avg     | TD      | Lng     |
| ------------------------------ | -------------- | ------ | ------- | ------- | ------- | ------- | ------- |
| European League of Football    |                |        |         |         |         |         |         |
| 2022                           | Berlin Thunder | 10     | 31      | 97      | 3,13    | 0       | 13      |
| 2023                           | Berlin Thunder | 11     | 85      | 233     | 2,74    | 1       | 14      |
| 2024                           | Berlin Thunder | 8      | 44      | 214     | 4,86    | 3       | 19      |
| ELF Gesamt                     | ELF Gesamt     | 29     | 160     | 544     | 3,40    | 4       | 19      |
| Quelle: sportsmetrics.football |                |        |         |         |         |         |         |

## Trivia
Schulz wohnte von 2022 bis 2024 in einer Wohngemeinschaft mit seinem Mannschaftskollegen Robin Wilzeck. Zusammen produzieren die beiden den Podcast Soulbrüders.